# Camp de concentration de Kislau
Le Camp de concentration de Kislau était un camp de concentration nazi pendant le Troisième Reich.
Le camp était situé dans le château de Kislau près de Mingolsheim (République de Bade). Il a fonctionné du 21 avril 1933 au 1er avril 1939, sous l'autorité du Ministère de l'intérieur du Land de Bade.

## Source
- (de) Cet article est partiellement ou en totalité issu de l’article de Wikipédia en allemand intitulé « KZ Kislau » (voir la liste des auteurs).